# Sylvia von Harden
Sylvia von Harden (28 de març de 1894 - 4 de juny de 1963), també anomenada Sylvia von Halle, fou una periodista i poeta alemanya. La seva imatge va quedar immortalitzada en un quadre d'Otto Dix.

## Biografia i dedicació professional
Nascuda a Hamburg, Sylvia era la novena dels onze fills d'una família de la burgesia alemanya. El pare, Benjamin von Halle, treballava com a director d'una empresa anglesa a Hamburg. La mare, nascuda a Amsterdam, provenia de la família Goudstikke, distribuïdors d'art. La noia va assistir a una escola a Berlín fins al 1912 i va romandre fins al 1915 a casa dels pares. Des d'aleshores i fins al 1921 va treballar per a l'editor Rascher a Zuric. La seva parella era en aquella època el poeta expressionista Ferdinand Hardekopf, amb qui va tenir un fill, i en el cognom del qual s'inspirà per al seu. El 1922 es va casar amb Friedrich Carl Lehr, que moriria poc després.
La seva carrera com a periodista i escriptora es va desenvolupar sobretot al llarg dels anys vint, en el període d'entreguerres. El seu primer text en prosa, "Die Maske", va aparèixer el 1919 a la revista Die Bücherkiste. En aquests primers anys, escrivia una columna literària per a la revista mensual Das junge Deutschland (1918-1920), una publicació que havia nascut associada al Deutsches Theater i que va esdevenir un important mitjà de difusió de la literatura expressionista. I també per a Die Rote Erde (1919-1923). Al llarg dels anys va continuar escrivint per a diferents publicacions, entre les quals el Berliner Tageblatt, el Frankfurter Zeitung, el Berliner Volkzeitung i el Prager Press. També va publicar dos volums de poesia: Verworrene Städte (1920) i Die italienische Gondel (1927).
Després de viure a Berlín, el 1933 emigrà primer a Suïssa i a Itàlia i després a Anglaterra. En anys posteriors va escriure ressenyes de llibres, cine o teatre i articles per a diaris anglesos i alemanys, com el Frankfurter Rundschau i també una novel·la per a joves. Va començar a redactar les seves memòries, Meine platonischen Lieben, que mai no arribaria a completar. Visqué l'última etapa de la seva vida a Londres i va morir a Rickmansworth, Anglaterra.

## Model per a un quadre
La seva imatge va quedar reflectida en la coneguda pintura d'Otto Dix Retrat de la periodista Sylvia von Harden (1926), que la mostra amb els cabells curts i monocle, asseguda en una taula de cafè, amb un cigarret a la mà, la capsa de cigarrets oberta –amb el seu nom inscrit a la tapa–, i un còctel davant seu. Aquesta pintura va ser recreada el 1972 per Bob Fosse en una escena inicial de la pel·lícula Cabaret.

Von Harden va descriure en un parell d'articles la gènesi d'aquest retrat: «Erinnerungen an Otto Dix» («Records d'Otto Dix»), el 1959, i «Modell für Otto Dix» («Model per a Otto Dix»), el 1961. Segons això, després d'haver coincidit una nit de 1926 al Romanisches Café, de Berlín, i havent-la estat observant amb atenció, ell la va seguir fins al carrer i li digué:
'He de pintar-te! De veritat, haig de fer-ho!  Ets representativa de tota una època!'
"Així que vols pintar-me a mi, que tinc els ulls apagats, les orelles guarnides de manera extravagant, el nas llarg, els llavis prims, les mans llargues, les cames curtes, els peus grans, tot de coses que només poden espantar la gent?
"T’has descrit perfectament; tot això em permetrà fer un retrat representatiu d'una època que no s'interessa per la bellesa exterior d'una dona sinó per la seva condició psicològica.
La periodista també dona detalls de la primera sessió en què posà per a l'artista a l'estudi del pintor, a Kurfürstendamm, simulant el Romanisches Café de Berlín, el local més freqüentat aleshores pels artistes de l'avantguarda: Sense esperar que em digués en quina postura m’havia de posar, vaig creuar les cames, vaig fer rodar un cigarret entre els dits i vaig recolzar el braç sobre el respatller de la cadira. Ell va col·locar una copa a la taula i la meva capsa de cigarrets al costat. Era l'attrezzo per crear el model que ell havia imaginat que jo representava. Llavors va començar a fer un estudi amb carbó sobre un full blanc de paper que havia col·locat en un cavallet... Al cap de tres mesos, Otto Dix havia acabat el retrat.
El quadre, exemple representatiu del moviment de la Neue Sachlichkeit (Nova Objectivitat), és una tècnica mixta –oli i tremp sobre fusta– que fa 121 x 89 cm. Es troba al Museu Nacional d'Art Modern, Centre Georges Pompidou, de Paris.

## Obra
- (Amb Leo Scherpenbach): Die Bücherkiste: Monatsschrift für Literatur, Graphik und Buchbesprechung. Múnic: Bachmair 1919-1921 (Reimprès: Nendeln/Liechtenstein: Kraus, 1977)
- Verworrene Städte (poesia). Dresden: R. Kaemmerer Verlag,1920 (Das neuste Geditch, 35)
- Robespierre: Eine Novelle. Berlin: Verlag der Gesellschaft von Freunden neuer deutscher Kunst, 1924
- Die italienische Gondel (poesia). Berlin-Chalottenburg: Hoboken-Presse, 1927
- Das Leuchtturmmädchen von Longshine. Kassel, Oncken: 1958 (Col·lecció de llibres juvenils Silberstern, 74)